# Andrea Bregno
Andrea di Cristoforo Bregno (Osteno, près de Côme, 1418 – Rome, 1506) est un sculpteur et un architecte lombard de la Renaissance.

## Biographie
Issu d'une famille de sculpteurs de Côme, il se rend à Rome à partir des années 1460. Il devient l'ami de Jacopo Ripanda et de Platina qui le recommandent à Laurent de Médicis. Il reçoit de nombreuses commandes du pape Sixte IV et exécute plusieurs tombeaux de cardinaux et de figures notables de la curie papale. On lui doit notamment le maître-autel réalisé en 1473 dans la basilique Santa Maria del Popolo. Il y introduit une innovation en alternant l'orientation des coquilles des niches vers le haut et vers les bas. Ce motif sera repris par Bramante.
Son dernier travail fut le retable sculpté de l'autel Piccolomini du Duomo de Sienne, comportant quatre niches devant contenir à la demande du futur Pie III, quatre statues de saints exécutées par le jeune Michel-Ange.
Aussi connu sous le nom d'Andrea da Montecavallo, il était un collectionneur d'œuvres antiques dont il faisait le commerce.

## Galerie

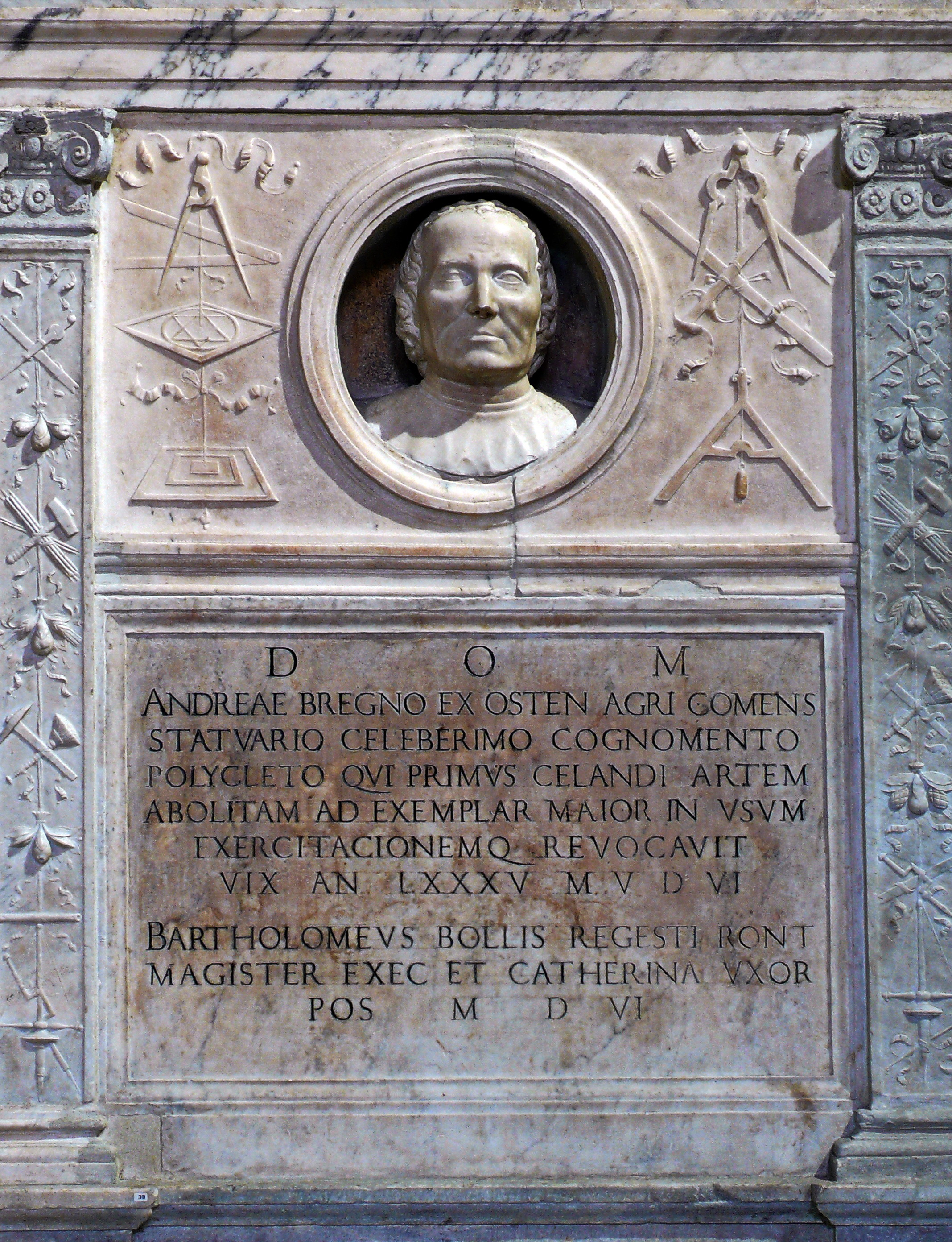
Tombe d'Andrea Bregno
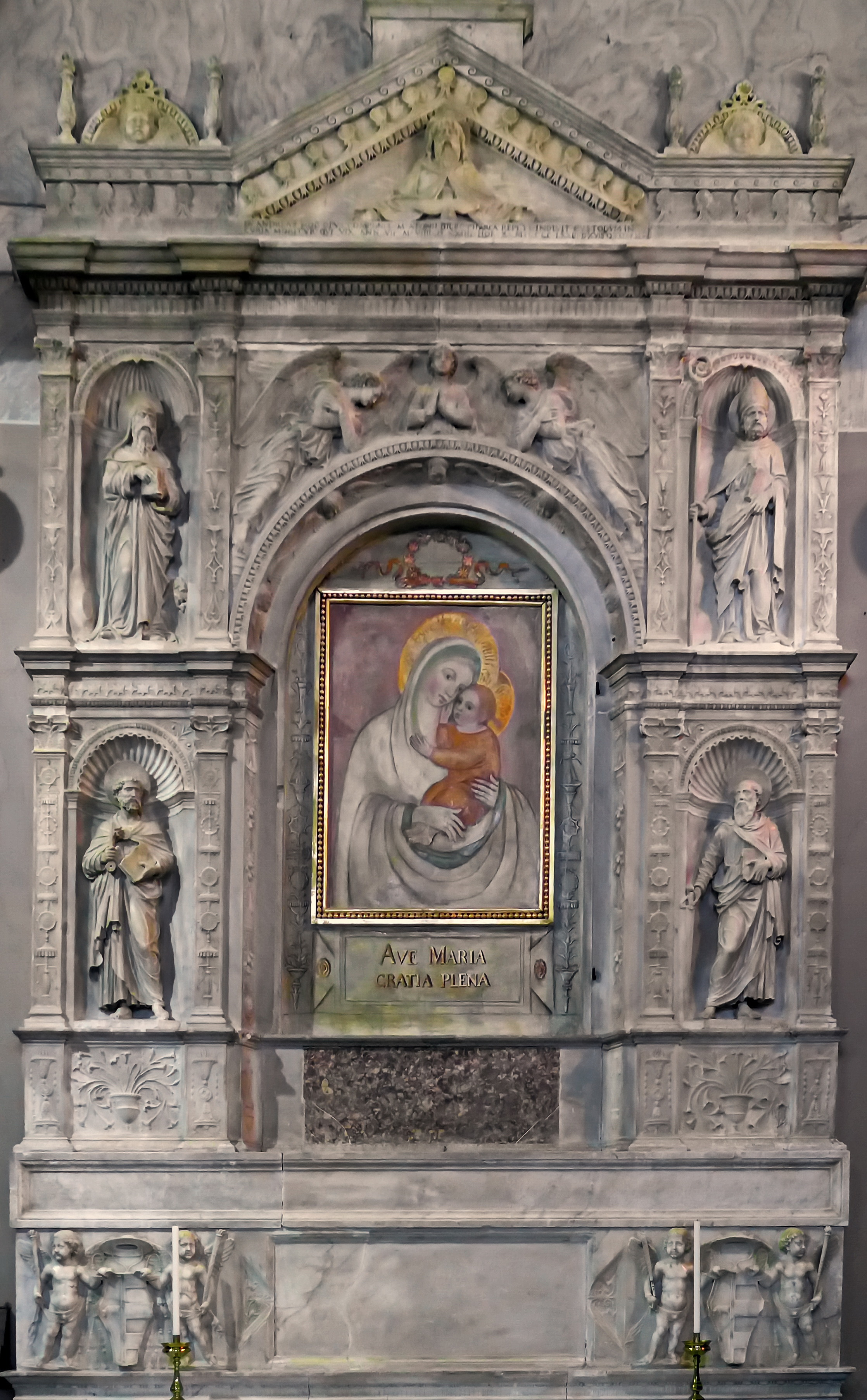
L'autel de Santa Maria del Popolo
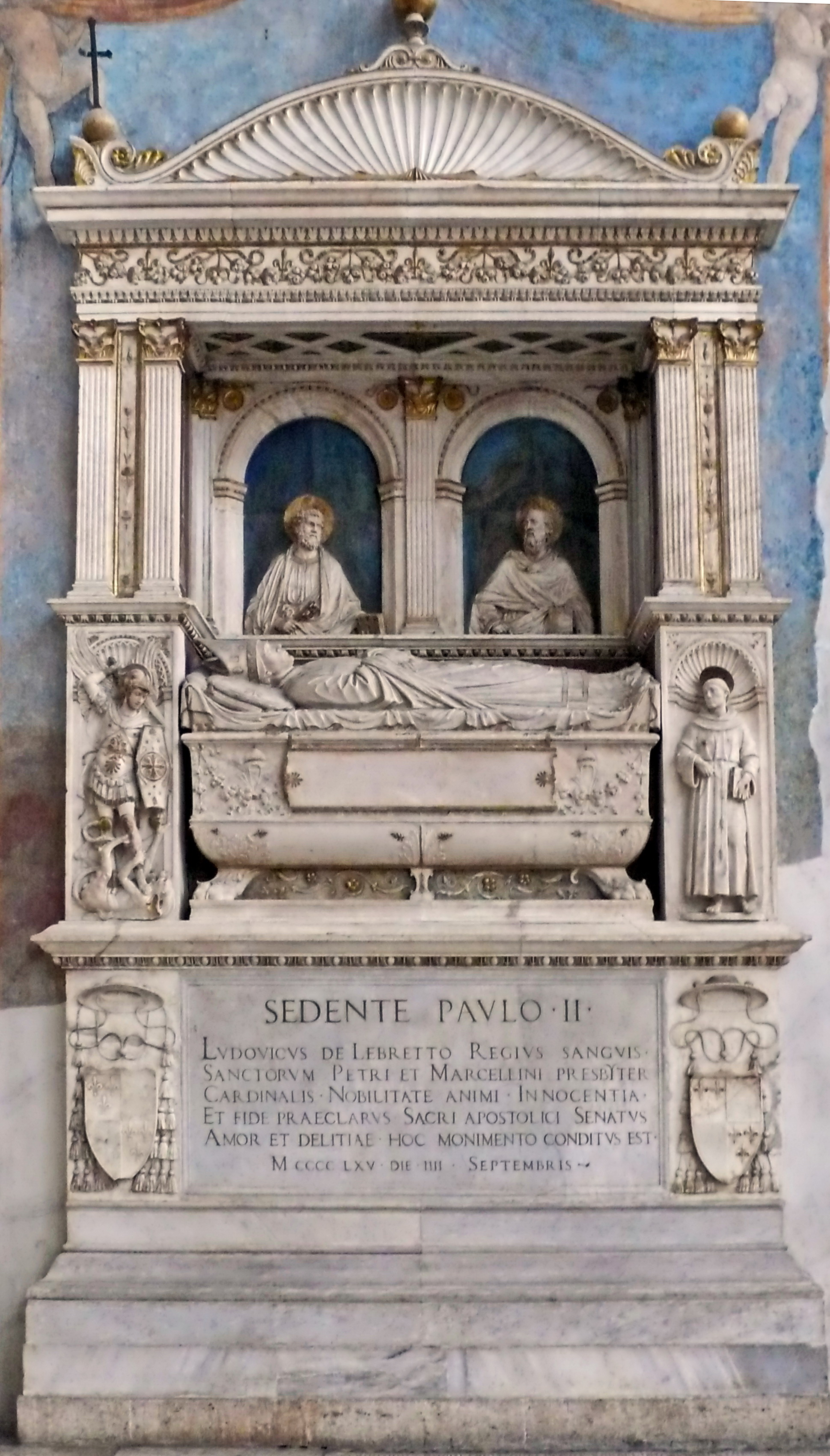
Monument funéraire du cardinal Ludovic d'Albret
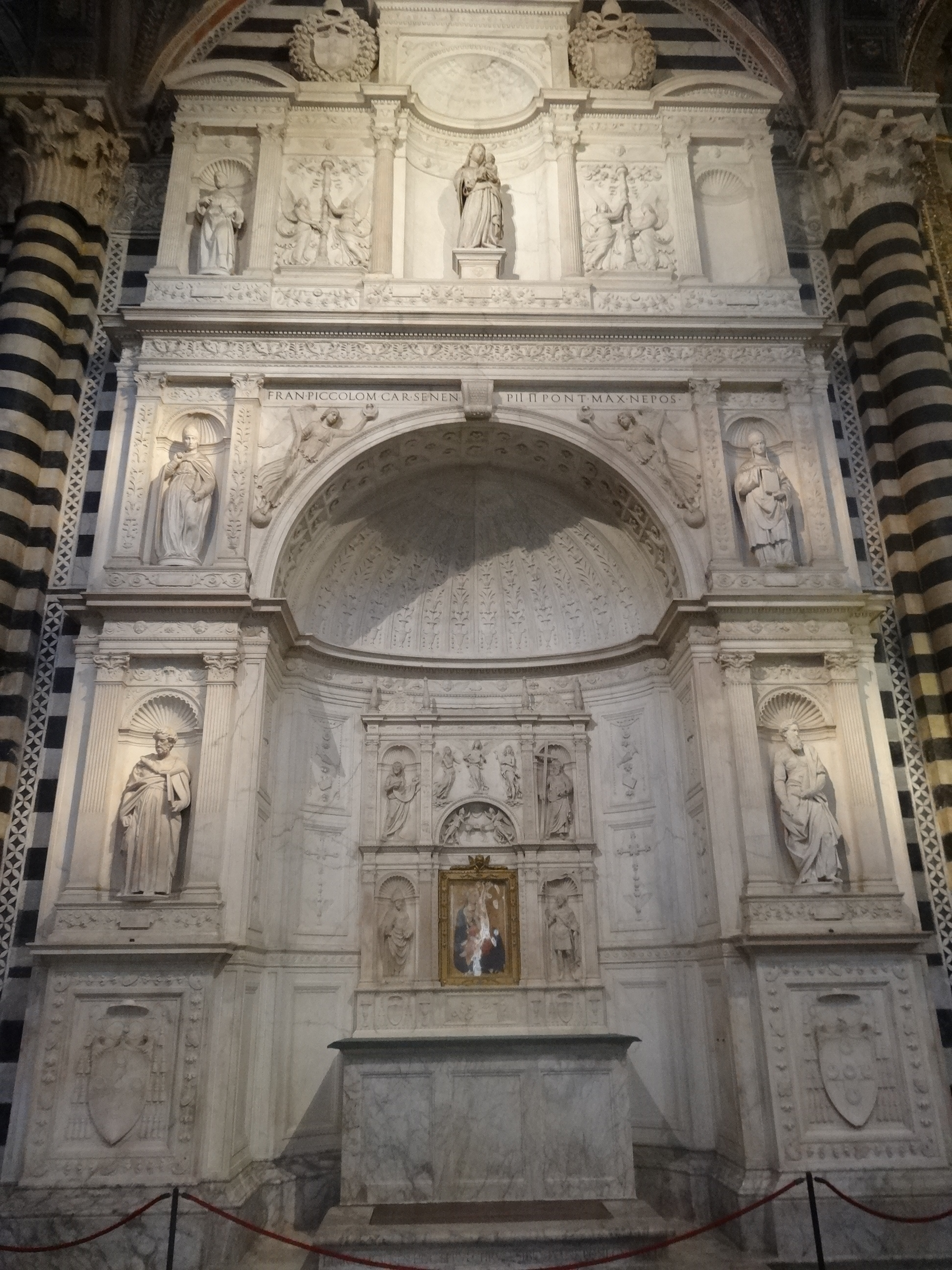
Autel Piccolini

## Sources
- (it) Cet article est partiellement ou en totalité issu de l’article de Wikipédia en italien intitulé « Andrea Bregno » (voir la liste des auteurs).